# Thomomys clusius
Thomomys clusius là một loài động vật có vú trong họ Chuột nang, bộ Gặm nhấm. Loài này được Coues mô tả năm 1875.

## Hình ảnh

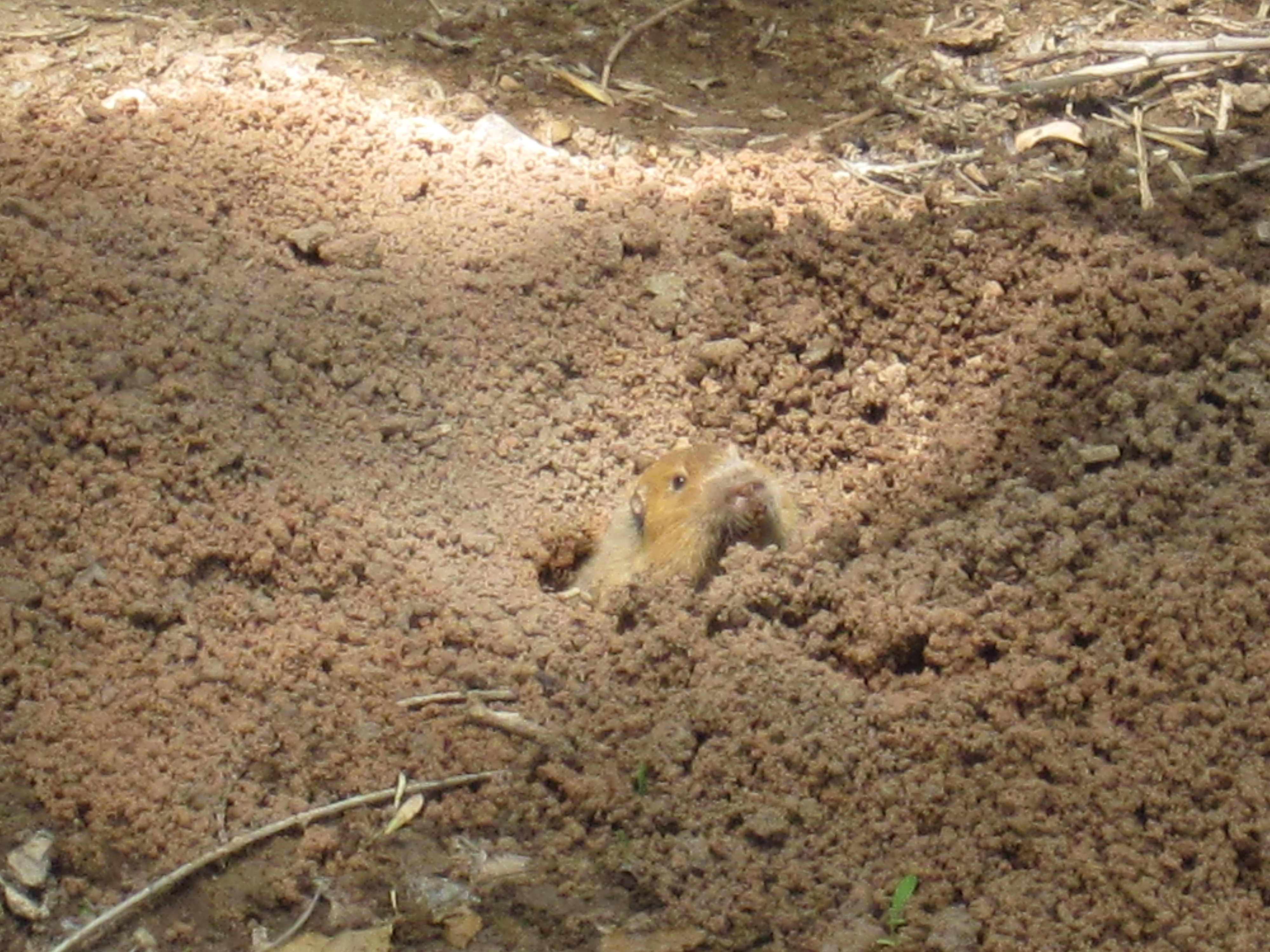